# Coma White
"Coma White" er en sang fra Marilyn Mansons album Mechanical Animals (1998).
Sangen handler om en pige, der har et svært liv, og som kompenserer ved at tage stoffer. Men Marilyn Manson, som selv er stofafhængig, synger at stoffer kun gør problemerne værre: "But all the drugs in this world, won't save her from herself."
| Musik | Spire Denne musikartikel er en spire som bør udbygges. Du er velkommen til at hjælpe Wikipedia ved at udvide den. |